# Euploea seraphita
Euploea seraphita är en fjärilsart som beskrevs av Hans Fruhstorfer 1899. Euploea seraphita ingår i släktet Euploea och familjen praktfjärilar. Inga underarter finns listade i Catalogue of Life.